# Patahajang
Patahajang is een bestuurslaag in het regentschap Mandailing Natal van de provincie Noord-Sumatra, Indonesië. Patahajang telt 545 inwoners (volkstelling 2010).